# Попихіна Софія Костянтинівна
Софія Костянтинівна Попихіна (11 серпня 1930 — 16 березня 1993) — передовик радянського сільського господарства, доярка радгоспу «Рибаловський» Томського району Томської області, Герой Соціалістичної Праці (1966).

## Біографія
Народилася 11 серпня 1930 року в селі Рибалово Томського району (на території сучасної Томської області) в російській селянській родині. 
У 1946 році завершила навчання в Рибаловській семирічній школі. Працевлаштувалася у місцевий колгосп «Нове життя» на тваринницьку ферму. В 1950 році колгосп реорганізовано в колгосп «Серп і Молот».
У 1956 році переїхала на постійне місце проживання в село Березкіно і стала працювати дояркою на фермі місцевого колгоспу. У 1960 році в процесі реорганізації колгосп став місцевим відділенням радгоспу «Рибаловський». Стала передовим працівником тваринництва в районі. Домоглася найвищих надоїв по Томської області в середньому від кожної корови. 
Указом Президії Верховної Ради СРСР від 22 березня 1966 року «За досягнуті успіхи у розвитку тваринництва, збільшення виробництва і заготівель м'яса, молока, яєць і вовни та іншої продукції» Софії Костянтинівні Попихіній присвоєно звання Героя Соціалістичної Праці з врученням ордена Леніна і золотої медалі «Серп і Молот».
Продовжувала і далі працювати у сільському господарстві до виходу на пенсію у 1967 році по інвалідності. 
Проживала у селі Березкіно Томського району. Померла 16 березня 1993 року. Похована на сільському кладовищі. 

## Нагороди
- золота зірка «Серп і Молот» (22.03.1966)
- орден Леніна (22.03.1966)
- інші медалі.